# Phoumi Vongvichit
Phoumi Vongvichit Laotische Sprache: ພູມີ ວົງວິຈິດ (* 6. April 1909 in der Provinz Xieng Khouang, Laos; † 7. Januar 1994) war ein laotischer Politiker der Laotischen Revolutionären Volkspartei (LRVP). Er war von 1986 bis 1991 amtierendes Staatsoberhaupt der Demokratischen Volksrepublik Laos.

## Leben und Wirken
Phoumi Vongvichits Vater war Beamter in der französischen Kolonialverwaltung. Nach dem Schulbesuch in Vientiane trat auch Phoumi in den Dienst der Kolonialverwaltung. Er war 1939 Bezirkshauptmann (Chao Muang) in der Provinz Xieng Khouang, 1940–45 in der Provinz Vientiane. Im Januar 1945 stieg er zum Provinzgouverneur (Chao Khoueng) von Houaphan auf und behielt diesen Posten bis zur Kapitulation Japans im August desselben Jahres. Er kooperierte zunächst mit den Truppen des befreiten Frankreichs, die im September 1945 die Provinzhauptstadt Sam Neua einnahmen. Dann schloss er sich aber der Bewegung „Freies Laos“ (Lao Issara) an, die die Rückeroberung des Landes durch die französische Kolonialmacht nach Ende des Zweiten Weltkriegs verhindern wollte. 1946 ging er ins Exil nach Thailand und war dort weiter für Lao Issara aktiv. 
Als das Königreich Laos 1949 als assoziierter Staat der Union française in die Unabhängigkeit entlassen wurde und den Aktivisten von Lao Issara Amnestie anbot, gehörte Phoumi zum radikalen Flügel um Prinz Souphanouvong, der zusammen mit den Việt Minh den Kampf gegen die fortgesetzte französische Präsenz in Indochina weiterführte. Aus diesem Flügel ging 1950 die zunehmend kommunistisch geprägte Bewegung „Land Laos“ (Pathet Lao) hervor, deren Generalsekretär Phoumi anschließend wurde. Zudem fungierte er bis zur Genfer Indochinakonferenz 1954 als Innenminister und stellvertretender Premierminister in der international nicht anerkannten Gegenregierung von Pathet Lao. Er gehörte 1955 zu den Gründungsmitgliedern der Laotischen Volkspartei und wurde in deren Politbüro gewählt (unter dem Vorsitzenden Kaysone Phomvihane). Phoumi war 1961 Repräsentant von Pathet Lao bei den Verhandlungen in Genf, die 1962 ein vorübergehendes Ende des Bürgerkriegs in Laos brachten. 
In der anschließend gebildeten Koalitionsregierung des neutralistischen Premierministers Suvanna Phūmā fungierte er als Minister für Information, Propaganda und Tourismus, bis sich Pathet Lao 1964 aus der Regierung zurückzog und der Bürgerkrieg wieder aufflammte. In den folgenden Jahren hielt er sich mit anderen Pathet-Lao-Führern in den Sandsteinhöhlen von Vieng Xai (Provinz Houaphan) versteckt, reiste aber auch zu internationalen kommunistischen Treffen. Am 21. Februar 1973 unterzeichnete Phoumi für die Seite der Pathet Lao ein Waffenstillstandsabkommen mit der Regierung des Königreichs Laos, das zum Ende des Bürgerkriegs führte. Ab April 1974 war er stellvertretender Premierminister unter in der neuerlichen Koalitionsregierung unter Suvanna Phūmā sowie von April 1975 bis Dezember desselben Jahres letzter Außenminister des Königreichs Laos.
Nach der Absetzung der Monarchie unter König Savang Vatthana und der Gründung der Demokratischen Volksrepublik am 2. Dezember 1975 übernahm er in der von der Laotischen Revolutionären Volkspartei (LRVP) gebildeten Regierung unter Ministerpräsident Kaysone Phomvihane wiederum das Amt des Erziehungsministers. In dieser Funktion war er verantwortlich für die Umerziehung tausender royalistischer Unterstützer der Vorgängerregierung. Er versuchte außerdem, den Sozialismus mit dem Buddhismus zu verbinden, und zwang buddhistische Mönche, die Parteilinie in deren Predigten aufzunehmen. Im Laufe der Zeit wurde Phoumi, der auch Mitglied des Politbüros der LRVP war, zum zweitmächtigsten Mann nach Ministerpräsident und Generalsekretär Phomvihane.
Am 31. Oktober 1986 wurde er 2. amtierender Staatspräsident für den auf unbestimmte Zeit erkrankten Amtsinhaber Souphanouvong. Nach der Verabschiedung der neuen Verfassung am 14. August 1991 wurde er durch Kaysone Phomvihane als Staatspräsident abgelöst.